# Plesiops facicavus
 Plesiops facicavus és una espècie de peix de la família Plesiopidae i de l'ordre dels perciformes.

## Morfologia
Els mascles poden assolir els 4,6 cm de longitud total.

## Distribució geogràfica
Es troba a Sulawesi (Indonèsia).